# Breznița-Motru
Breznița-Motru – wieś w Rumunii, w okręgu Mehedinți, w gminie Breznița-Motru. W 2011 roku liczyła 1046 mieszkańców.